# Ferdinand Bellermann
Pour les articles homonymes, voir Bellermann.
Ferdinand Konrad Bellermann (Erfurt, 14 mars 1814 - Berlin, 11 août 1889) est un peintre et naturaliste prussien qui s'est spécialisé dans les scènes du Venezuela.

## Biographie
Son père, un tanneur, est mort prématurément, laissant sa famille dans la misère. Elle s'est retrouvée à la charge de Ferdinand, le plus âgé des enfants. Bien qu'ils aient été aidés par son oncle Johann, un homme d'affaires, il a dû travailler comme berger.
Son talent a cependant été découvert et en 1828, à 14 ans, il a pu entrer à l'École princière libre de dessin de Weimar, où il a étudié pour devenir peintre de porcelaine. L'idée était qu'une fois diplômé, il aurait travaillé à la fabrique de Porcelaine de Volkstedt, qui appartenait à des parents. Mais apparemment, il a eu des problèmes de vue, ce qui l'a obligé à revenir à Erfurt. Il y est resté jusqu'en 1833, où il est parti étudier à Berlin avec Wilhelm Schirmer et Carl Blechen. Durant cette période, il a travaillé dans toute la Thuringe et visité Rügen pour faire des dessins. Au cours de ces excursions, il s'est aussi intéressé à la botanique, où il a acquis des connaissances approfondies.
En 1840, il a fait un voyage en Norvège en traversant la Belgique et les Pays-Bas, en compagnie de Friedrich Preller (un de ses maîtres à Weimar) et de deux autres étudiants. Le voyage a été aventureux, par de petites routes avec un hébergement primitif, mais à leur retour il a peint une grande toile qui a attiré l'attention sur sa capacité à représenter la nature, notamment les formations géologiques. Ce tableau aujourd'hui perdu a été acheté par le roi Frédéric-Guillaume IV. Il a aussi été la raison pour laquelle Alexander von Humboldt a recommandé Bellermann pour accompagner une expédition en Amérique du Sud organisée par un marchand de Hambourg, afin de faire des représentations précises des plantes et des paysages.

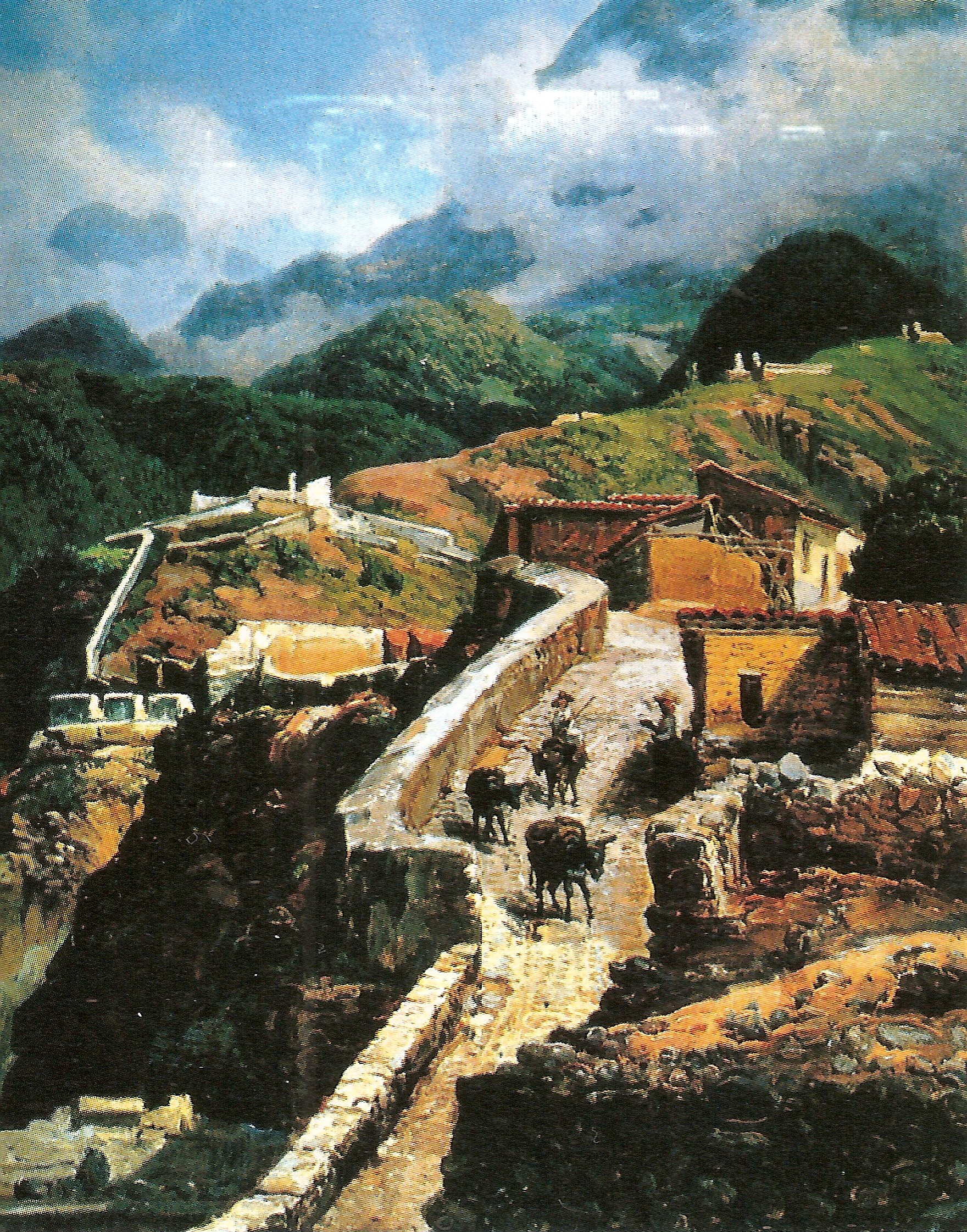
Une rue à La Guairá (1844-1845).

Bellermann est arrivé au Venezuela en juillet 1842, et il y est resté jusqu'en septembre 1845. L'expédition a commencé au port de La Guaira, où il a dessiné les habitants et les ruines laissées par le tremblement de terre de 1812. Il a parcouru presque tout le pays, visitant les sites suggérés par Humboldt et amassant une énorme collection de pastels, dessins au crayon ou à la plume et peintures à l'huile, qui décrivent non seulement les paysages, mais aussi la vie urbaine et les coutumes locales. Lors de ce séjour, il a assisté en novembre 1842 au retour des restes de Simón Bolívar depuis Santa Marta.
Bellermann est revenu en Allemagne en novembre 1845, mais il a continué à peindre des tableaux du Venezuela tout le reste de sa vie. En 1849, il est devenu professeur de dessin à l'Académie prussienne des arts, puis, en 1866, il y a remplacé son ancien maître Wilhelm Schirmer comme professeur de peinture de paysages. Durant cette période, il a défendu les idées de Humboldt sur l'utilisation de la végétation tropicale en Europe.
Une grande exposition a été organisée pour le bicentenaire de sa naissance à l'Angermuseum (de) d'Erfurt d'octobre 2014 à janvier 2015.

## Quelques peintures

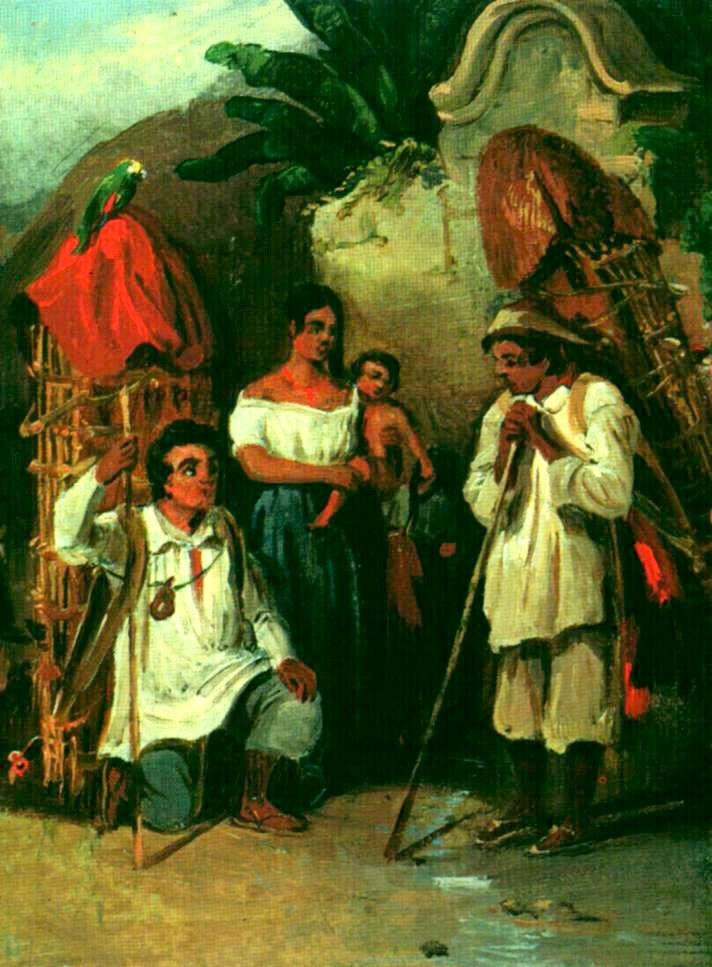
Vendeurs de poules (1842)
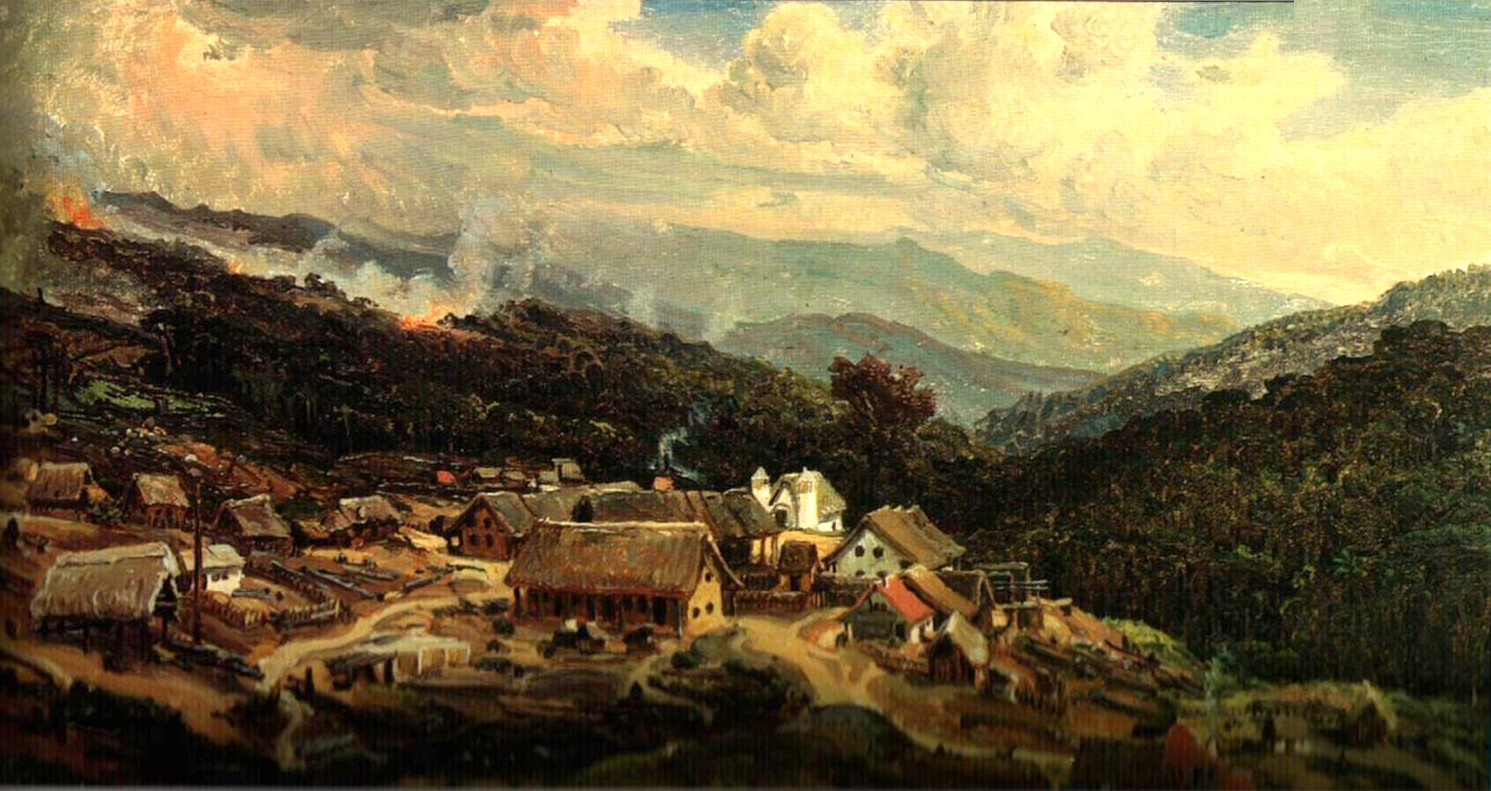
Colonia Tovar (1844)
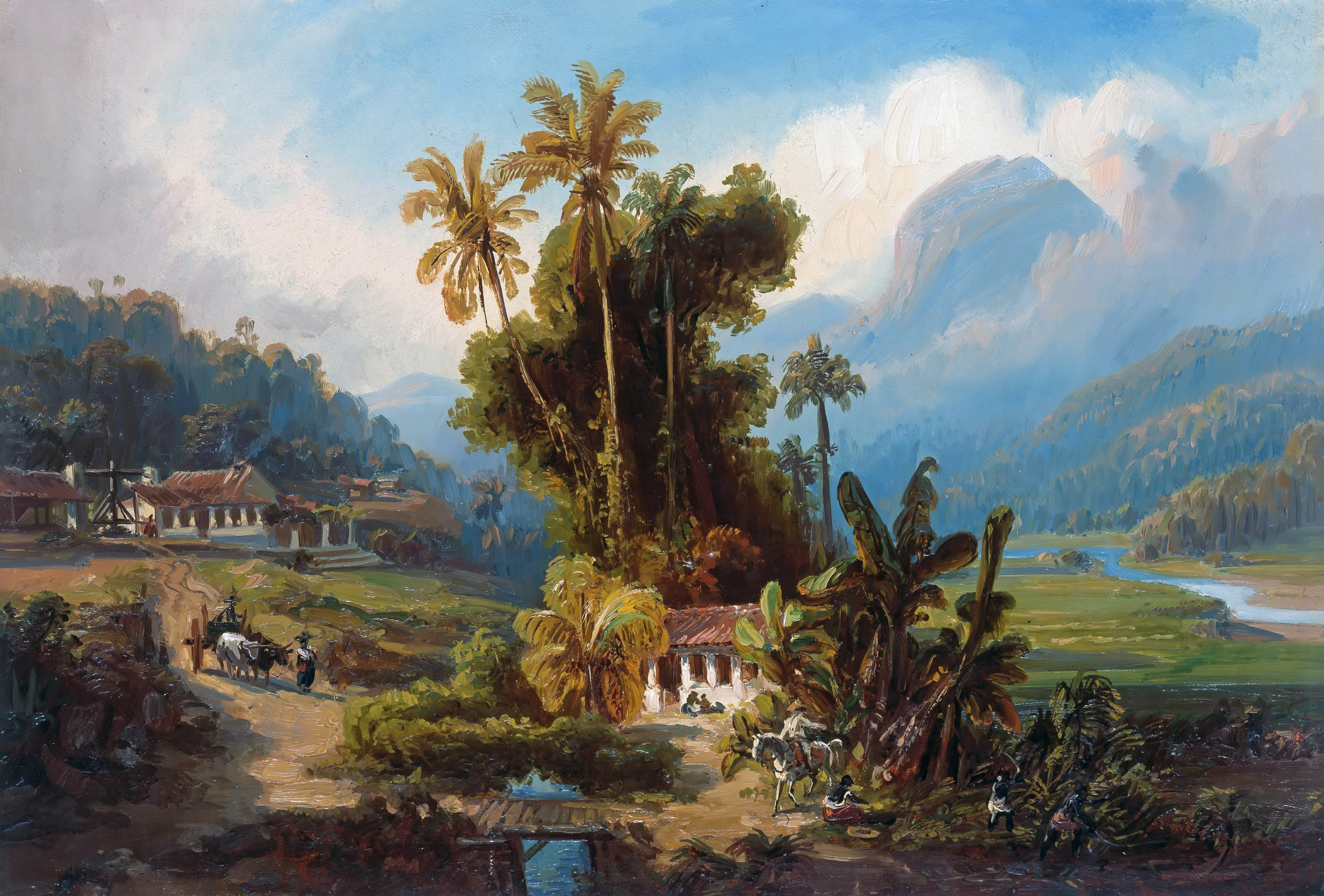
Hacienda sucrière de San Esteban, près de Puerto Cabello (1844-1845)
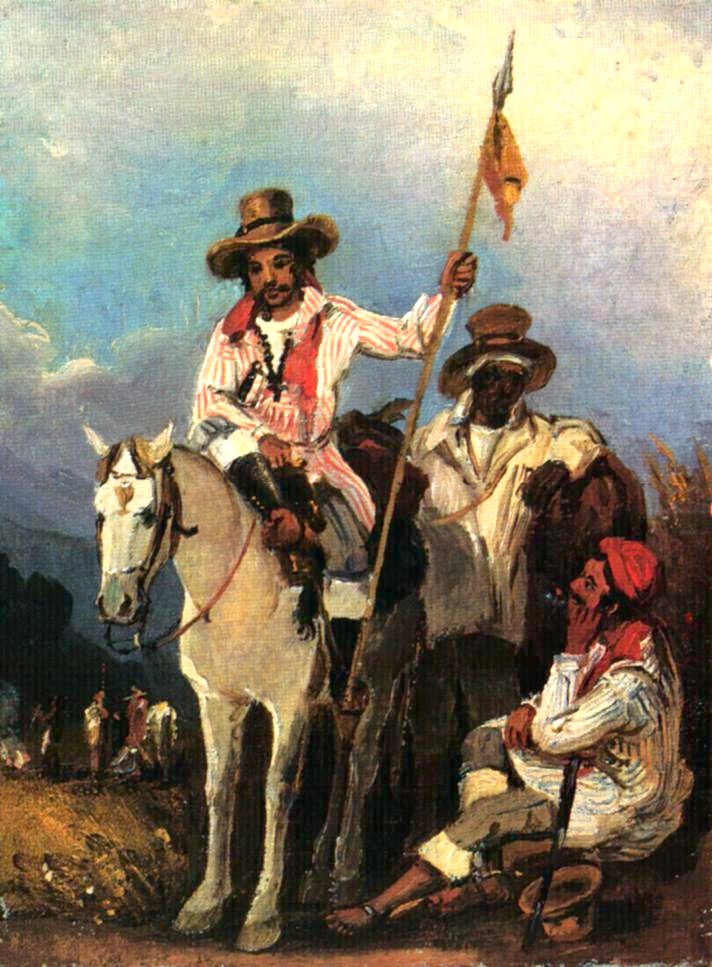
Llaneros (1843)